# 埃爾克霍恩 (密蘇里州)
埃爾克霍恩（英語：Elkhorn），又名克拉布奧查德（Crab Orchard），是位於美國密蘇里州雷縣的非建制地區。

## 歷史
埃爾克霍恩的郵局於1835年設立，1843年更名為克拉布奧查德，其後於1904年停運。

## 地理
埃爾克霍恩所處的海拔為高於海平面313米（即1027英呎），而該地所採用的時區為UTC-6，即北美中部時區（CST）。同時該地設有夏令時間，為UTC-6調快一小時，即UTC-5（CDT）。